# Liczby Cullena
Liczby Cullena – liczby naturalne postaci {\displaystyle n\cdot 2^{n}+1} (oznaczane przez {\displaystyle C_{n}}). Jako pierwszy liczby te badał James Cullen w 1905 roku.
Zostało wykazane, że istnieje nieskończenie wiele złożonych liczb Cullena. Jedyne odkryte dotychczas liczby pierwsze Cullena to liczby {\displaystyle C_{n}} dla {\displaystyle n} = 1, 141, 4713, 5795, 6611, 18496, 32292, 32469, 59656, 90825, 262419, 361275, 481899, 1354828, 6328548, 6679881 (ciąg A005849 w OEIS). Przypuszcza się, że istnieje nieskończenie wiele pierwszych liczb Cullena.
W kwietniu 2005 Mark Rodenkirch odkrył największą znaną liczbę pierwszą Cullena dla {\displaystyle n=1\,354\,828.}
Liczba Cullena {\displaystyle C_{n}} dzieli się przez {\displaystyle p=2n-1,} jeżeli {\displaystyle p} jest liczbą pierwszą postaci {\displaystyle 8k-3.} Co więcej, na podstawie małego twierdzenia Fermata, jeżeli {\displaystyle p} jest liczbą pierwszą większą od 2, to {\displaystyle p} dzieli {\displaystyle C_{m(k)}} dla każdego {\displaystyle m(k)=(2^{k}-k)\cdot (p-1)-k} (dla {\displaystyle k>0}). Pokazano też, że liczba pierwsza {\displaystyle p} dzieli {\displaystyle C_{(p+1)/2},} kiedy symbol Jacobiego {\displaystyle (2|p)} wynosi –1, oraz że p dzieli {\displaystyle C_{(3p-1)/2},} kiedy symbol Jacobiego {\displaystyle (2|p)} wynosi +1.
Nie wiadomo, czy istnieje taka liczba pierwsza {\displaystyle p,} że {\displaystyle C_{p}} też jest liczbą pierwszą.
Czasami definiuje się uogólnione liczby Cullena jako liczby postaci {\displaystyle n\cdot b^{n}+1,} gdzie {\displaystyle n+2>b.} Jeżeli liczbę pierwszą można zapisać w tej postaci, to nazywa się ją uogólnioną liczbą pierwszą Cullena. Liczby Woodalla są czasem nazywane liczbami Cullena drugiego rodzaju.